# Jリーグ公認 スタジアムへキックオフ
Jリーグ公認 スタジアムへキックオフは、旅チャンネル（スカパー!・ケーブルテレビ向け）に放送されるサッカー紀行番組である。

## 概要
- 日本プロサッカーリーグ（Jリーグ）が全面監修し、Jリーグ参加37チームのホームタウン各地のスタジアム紹介に留めず、各ホームタウンの観光名所、サポーターの集う店などを紹介し、サッカー観戦をより楽しんでもらえるように工夫を凝らしている。
- レポーターとして元NHKスポーツアナウンサー・解説委員として長年にわたりサッカーの魅力を伝えてきた山本浩（法政大学教授・スポーツ評論家）と、元Jリーガーの岩本輝雄（サッカー解説者）を迎えている。